# Margarita Burke
 Margarita Burke  fue una actriz que nació en Argentina y que durante las décadas de 1930 a 1980 trabajó en muchas películas cumpliendo con solvencia los roles encomendados. Fue actriz de reparto en varias películas de Luis César Amadori. 

## Filmografía
Actriz
- Darse cuenta    (1984)
- Todo el año es Navidad    (1960)
- Amor prohibido    (1958)
- Caídos en el infierno    (1954) .... Mucama
- La pasión desnuda    (1953)
- Los sobrinos del Zorro    (1952)
- La melodía perdida    (1952)
- La de los ojos color del tiempo    (1952)
- El túnel    (1952)
- Vuelva el primero    (1952)
- Pasaporte a Río    (1950) …Mujer en el hotel
- Arrabalera    (1950)
- Alma de bohemio    (1949)
- Un tropezón cualquiera da en la vida    (1949) .... Vecina
- Un ángel sin pantalones    (1947)
- El misterio del cuarto amarillo    (1947) …Portera
- Una mujer sin cabeza    (1947)…Lola
- Mosquita muerta    (1946)
- Albergue de mujeres    (1946)
- Cinco besos    (1946)
- Cuando en el cielo pasen lista    (1945)
- Santa Cándida    (1945)
- Dos ángeles y un pecador    (1945)
- Una mujer sin importancia    (1945) .... Mujer 2
- El fin de la noche    (1944) .... Francoise
- Malambo    (1942)
- Peluquería de señoras    (1941)
- El cabo Rivero    (1938)
- Juan Moreira    (1936)
- El conventillo de la Paloma    (1936)
- Mañana es domingo    (1934) .... Madre